# 张裕柱
张裕柱，安徽桐城人，是一名清朝政治人物。
张裕柱曾于1783年接替杜文辉任金山县知县一职，1783年由杜文辉接任。